# Albatros D.XI
 (avril 2025).
L'Albatros D.XI est un chasseur expérimental allemand de la Première Guerre mondiale.

## Conception
Amorcée avec l'D.IX, l’évolution des chasseurs Albatros se faisait nettement sentir sur cet appareil qui fit son premier vol en février 1918. Ce monoplace avait toujours une structure en bois, un revêtement de voilure entoilé et un revêtement de fuselage en contreplaqué. Les ailes, d’envergure inégale, étaient décalées et tenues à l'entre-plan par des mâts en I étayés à la base par une paire de mâts de liaison. Le haubanage souple était donc superflu et, pour la première fois, un avion Albatros recevait un moteur rotatif. 2 mitrailleuses Spandau LMG 08/15 de 7,92 mm étaient montées sur le capot.
Deux prototypes furent construits, le premier recevant une hélice quadripale et des ailerons compensés à cordes parallèles et le second une hélice bipale et des ailerons non compensés à conicité inversée.